# William Barret Travis
William Barret Travis (Condado de Saluda, 1 de agosto de 1809 - Batalha do Álamo, 6 de março de 1836) foi um advogado e militar estadunidense. Aos 26 anos de idade, era tenente-coronel no Exército Texano, e comandou a forças da República do Texas. Ele morreu na Batalha do Álamo durante a Revolução do Texas.

## Biografia
Nasceu na Carolina do Sul em 9 de agosto de 1809, William Barret Travis será sempre lembrado como o comandante do Texas na Batalha do Álamo. Ele passou sua infância no condado de Saluda, Carolina do Sul, que também era a cidade de James Butler Bonham, outro defensor do Álamo.
Travis estudou direito e começou a praticar antes de se casar com Rosanna Cato aos 19 anos. Passado um ano, quando Travis tinha 20 anos, eles tiveram um filho, Charles Edward Travis. Deixando área, Travis  começou a escrever para um jornal, tornou-se um maçon, e entrou para a milícia. Seu casamento falhou. Travis abandonou sua mulher, filho, e uma filha não nascida, e foi para o Texas.
Ao chegar ao Texas em 1831, obteve abrigo de Stephen F. Austin. Ele exerceu primeiro direito na cidade de Anahuac, e depois em San Felipe.
Quando as desavenças entre Texas e México começaram, Travis foi um dos primeiros a se juntar as forças do Texas. Quando o General mexicano Perfecto de Cos mandou surpreender os texanos no cânion começou a Batalha de Gonzales, Travis foi um dos cem a ir a defesa. Ele chegou tarde de mais, para participar na batalha.
Por ordem do Governador Provincial Henry Smith em janeiro de 1836, Travis entrou no Álamo com 30 homens. Em alguns dias, ele tomou o comando, quando seu comandante James C. Neill os deixou para proteger sua família.
Travis comandou os defensores do Texas durante o cerco e a Batalha do Álamo. Sua paixão pelo defesa no Álamo se tornou um símbolo americano de coragem ilimitada e heroísmo. Antes de muitos reforços chegarem e antes da caída do Álamo, Travis e outros 180 defensores deram suas vidas pela independência do Texas em 6 de Março de 1836.
Travis tinha somente 26 anos quando morreu. Foi o autor da carta aberta conhecida pelo título To the People of Texas & All Americans in the World.